# Vacsay
Vacsay est une île du Royaume-Uni située en Écosse.